# Edward V. Robertson

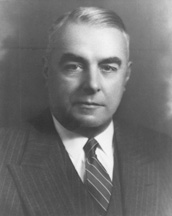
Edward V. Robertson um 1949

Edward Vivian Robertson (* 27. Mai 1881 in Cardiff, Großbritannien; † 15. April 1963 in Pendleton, Oregon) war ein US-amerikanischer Politiker walisischer Herkunft. Er vertrat den Bundesstaat Wyoming im US-Senat.
Edward Robertson besuchte die Schulen seiner Heimat, ehe er sich 1899 zum Dienst im walisischen Regiment der British Army meldete. Er gehörte dem 3. Bataillon an und verrichtete seinen Dienst von 1899 von 1902 im Zweiten Burenkrieg. Nach der Rückkehr aus Südafrika arbeitete er von 1902 bis 1912 als Mechaniker und Elektroingenieur.
Im Jahr 1912 wanderte Robertson dann in die Vereinigten Staaten aus, wo er sich im Park County in Wyoming niederließ. Dort betätigte er sich in den folgenden 30 Jahren in der Rinderzucht sowie als Kaufmann in der Stadt Cody. Eine politische Laufbahn schlug er erst spät ein. 1942 wurde er für die Republikanische Partei in den US-Senat gewählt, wobei er sich gegen den demokratischen Amtsinhaber Henry H. Schwartz durchsetzte. 1948 trat er zur Wiederwahl an, unterlag aber dem Demokraten Lester C. Hunt, womit seine Zeit im Senat am 3. Januar 1949 endete.
Robertson zog sich danach aus dem öffentlichen Leben zurück. 1958 zog er nach Oregon, wo er fünf Jahre darauf starb.